# Cities XL
Cities XL'' és un videojoc que simula la construcció de ciutats desenvolupat per MonteCristo. El joc permet els jugadors construir ciutats, gestionar-ne l'economia i atendre les necessitats dels habitants. Els jugadors també poden jugar en línia i interaccionar amb altres jugadors.

## Visió general
Aquest nou projecte aspira a ser el constructor de ciutats amb més qualitat gràfica de l'època. Des de MonteCristo s'aposta per uns gràfics tridimensionals i plens de detalls. En la jugabilitat aposten per introduir novetats aportades pels desenvolupadors i pels fans d'aquest gènere mitjançant els fòrums del web oficial. MC ha dit que se centrarà en la gràfica i el realisme econòmic, el transport, i la varietat a través d'un gran nombre d'edificis.

## Joc

### Característiques principals
- Tot d'edificis i monuments d'influència arquitectònica americana i europea.
- Grans mapes en 3D d'una gran varietat de característiques dels terrenys: muntanyes, turons, canons, platges i illes; establerts en diferents climes que van des del desert al tropical. La topografia del terreny afecta la disponibilitat de recursos i disseny urbà.
- Sofisticat sistema de transport: els jugadors poden definir el nombre i usos dels carrils de trànsit, ponts i túnels per ampliar la mida de les ciutats.
- Representació realista de la població. Els ciutadans tenen un perfil consistent d'edat, d'educació i riquesa.
- Economia global autosuficient, equilibrada per les fluctuacions dels preus i demandes ciutadans.
- Producció contínua de continguts que permet els jugadors actualitzar regularment el joc.